# Sammy Kershaw
Samuel Paul Kershaw, detto Sammy (Kaplan, 24 febbraio 1958), è un cantautore statunitense di musica country.
È un parente del cantante di musica cajun, Doug Kershaw.
Dopo la morte del padre, quando Sammy aveva 11 anni, di giorno faceva una serie di lavori e la notte suonava nelle roadhouses per aiutare economicamente la sua famiglia.
Durante quel tempo, mentre era a malapena adolescente, apriva gli spettacoli di Ray Price, Merle Haggard e George Jones. Quando i problemi aumentarono iniziò ad abusare di droga ed alcol; rinunciò a queste sue abitudini nel 1988 facendo una interruzione con la sua musica ed iniziando a lavorare come supervisore alla Wal-Mart.
Una delle cassette demo di Kershaw fu incisa alla Mercury Records che realizzò il suo album di debutto nel 1991. La sua tradizionale voce country trovò un pubblico ricettivo agli inizi del 1990, con alcune hits quali Cadillac Style, She Don't Know She's Beautiful ed il rifacimento di Third Rate Romance. Verso la fine degli anni '90 lottò per uno spot sulle classifiche, sebbene, nel 1999, il suo duetto con Lorrie Morgan Maybe Not Tonight "spezzò" la Top 20.
Da allora in poi, Kershaw e Lorrie Morgan divorziarono dai rispettivi sposi e si sposarono nel 2001. Si separarono due anni dopo, ma subito dopo si riconciliarono.
Ha pubblicato più di 14 album nella sua carriera compreso I Want My Money Back con l'Audium Records nel 2003.
Le sue hit includono:
- Your Tattoo
- Vidalia
- Me and Maxine
- Southbound
- Queen of my Double Wide Trailer
- Matches
- The Love of My Life
- Last Day on Earth
- Honk Tonk America
- She Don't Know She's Beautiful
- Cadillac Style
- Third Rate Romance
- He Drinks Tequila (And She Talks Dirty in Spanish) – con Lorrie Morgan
- Maybe Not Tonight – con Lorrie Morgan